# Прибутковий будинок Ганни Козинець
Прибутковий будинок Ганни Козинець — пам'ятка архітектури та містобудування в Одесі за адресою пров. Ройтбурда, 12. Зведений у 1909 році домовласницею Ганною Іванівною Козинець. Інформаційна табличка на будинку помилково позначає його як Будинок прибутковий Едуардса, натомість він знаходиться за іншою адресою, пров. Ройтбурда, 3.
Будинок вже давно перебуває у жахливому стані, на що постійно скаржилися його мешканці. У листопаді 2021 року департаментом міського господарства були заплановані термінові стабілізаційні заходи щодо запобігання подальшому розвитку аварійного стану фасадного флігеля житлового будинку. Вже 13 лютого 2022 року було перекрито проїзд провулком, мали розпочатись роботи. Натомість у зв'язку із війною роботи припинили. На цей час будинок перебуває в аварійному стані.

## Галерея

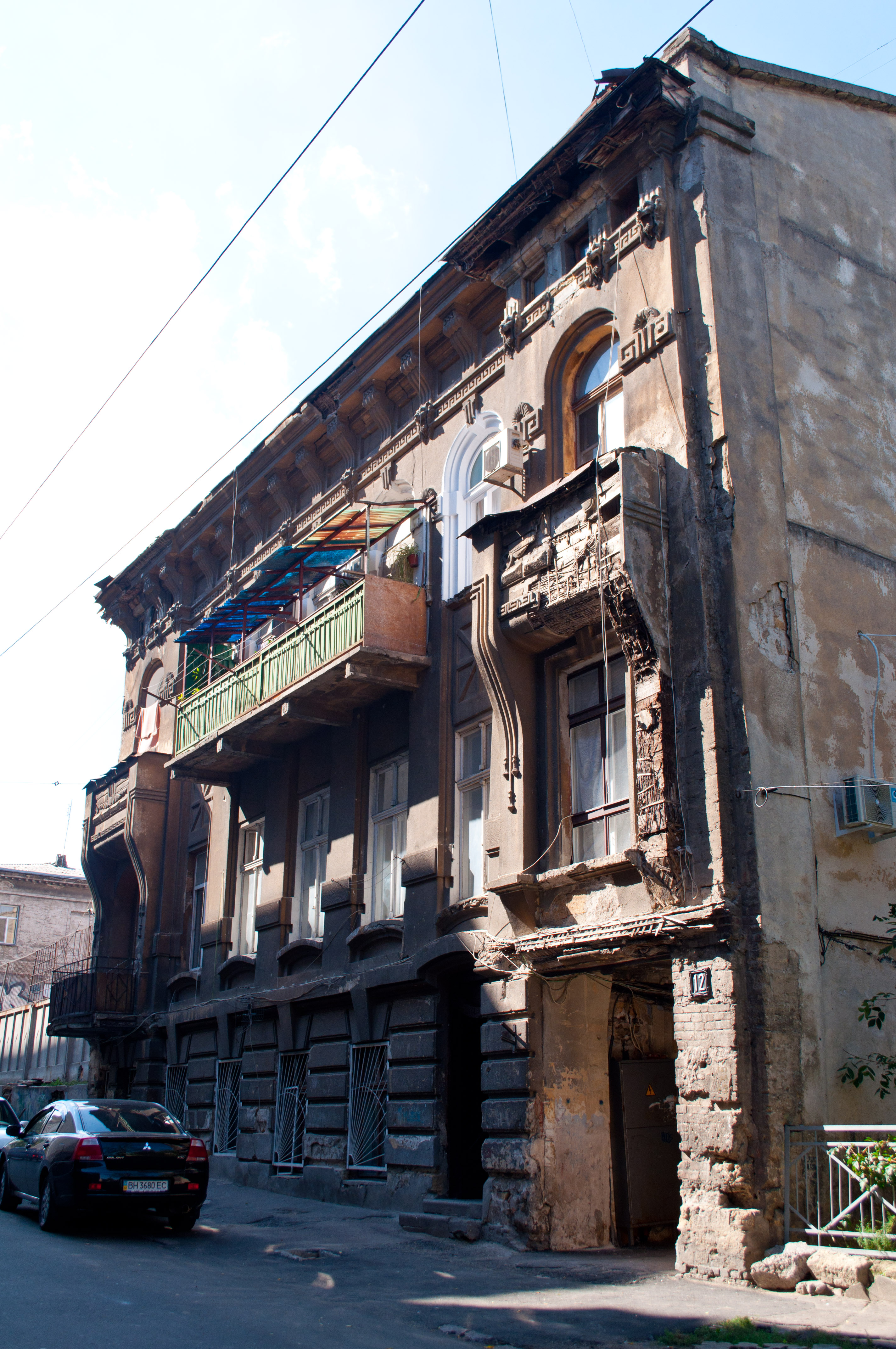
Вигляд будинку у 2012 р.
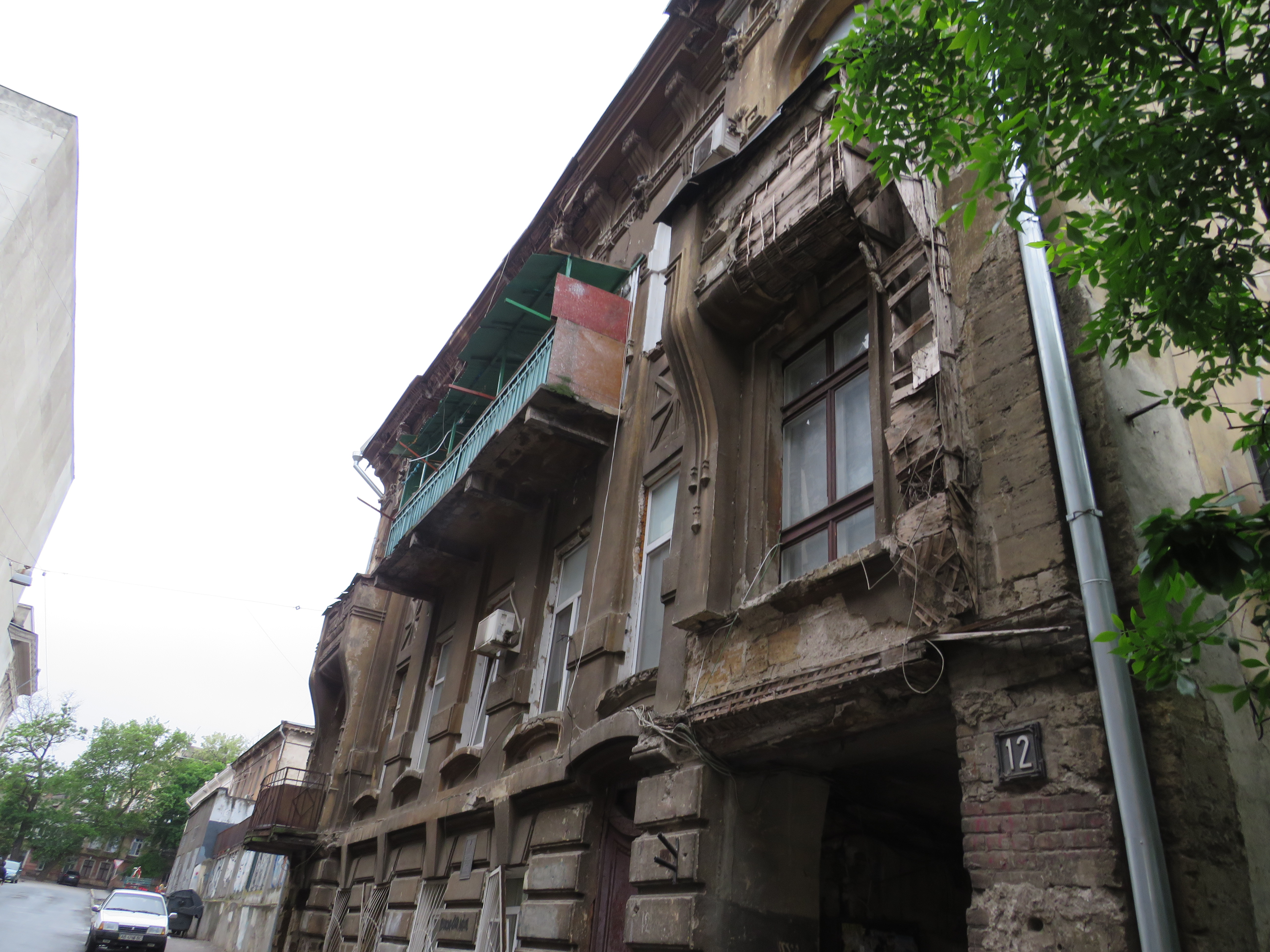
Вигляд будинку у 2021 р.
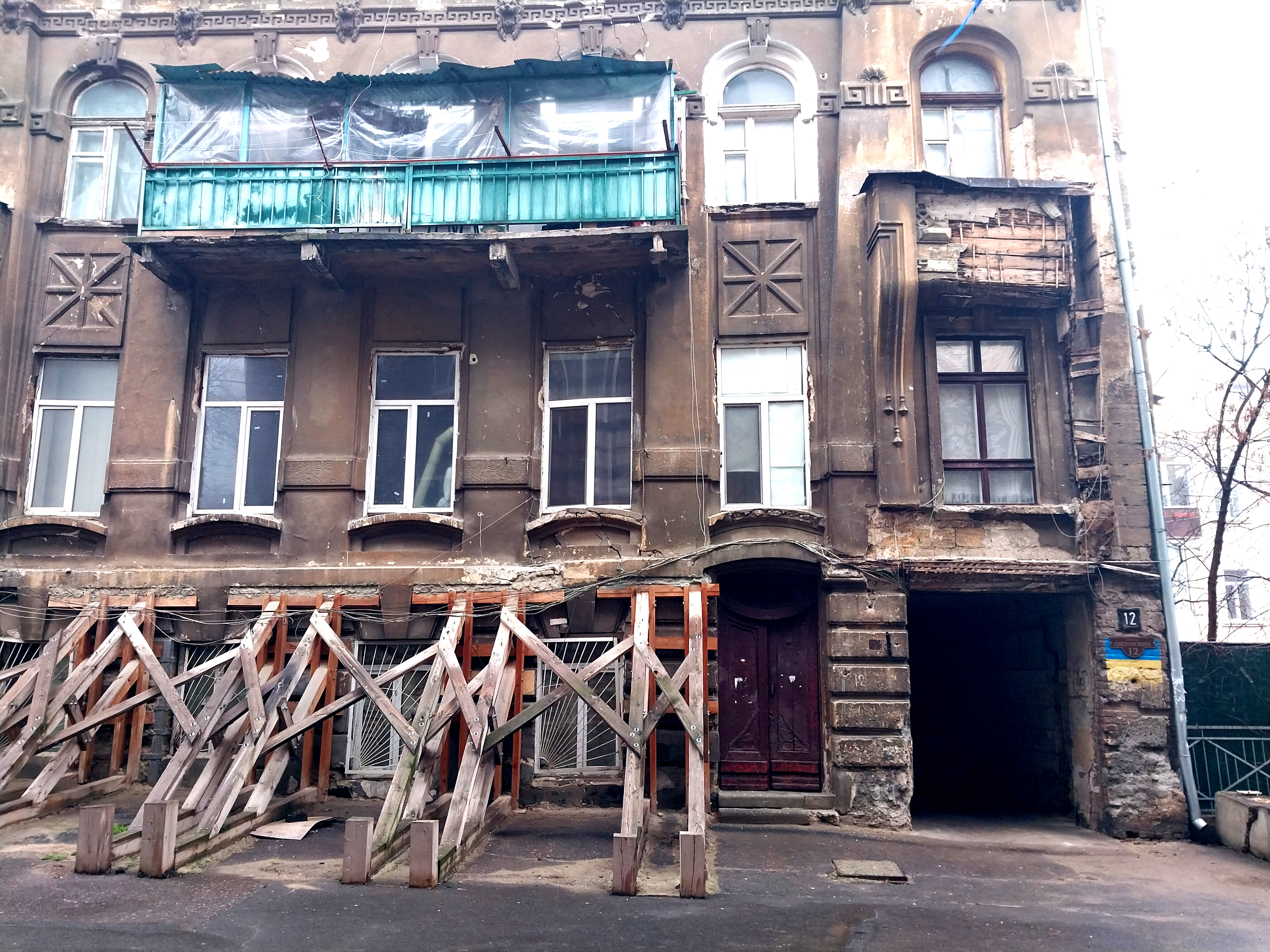
Вигляд будинку у 2024 р.